# Alphonse Benquet
Pour les articles homonymes, voir Benquet (homonymie).
Alphonse Benquet est un peintre sculpteur autodidacte qualifié de naïf, né le 14 septembre 1857 à Tartas (Landes), où il est mort le 8 janvier 1933.

## Biographie
Charron de formation et compagnon du tour de France, il réalise une « roue ovale » en bois qui sera achetée par André Breton et qui apparaît dans le film de Jacques Brunius Violon d'Ingres, ainsi que quelques-unes de ses peintures.
À son retour à Tartas, sa ville natale proche de Mont-de-Marsan, il exerce comme quincaillier.
Alphonse Benquet se mit à peindre tardivement, la soixantaine passée, comme beaucoup d'autodidactes de l'art naïf et de l'art brut.
Ses sources d'inspiration sont des cartes postales ou des scènes régionales landaises (paysages de Tartas, échassiers landais).
C'est André Breton qui le découvre grâce à sa muse Lise Deharme, et qui, comme Paul Éluard, achète  quelques-unes de ses toiles.
Trois de ses toiles sont réapparues à l'occasion de la vente aux enchères de la collection privée d'André Breton, en 2003, à l'Hôtel Drouot.

## Œuvres
Cinq œuvres d’Alphonse Benquet sont recensées par catalogue Joconde : deux au musée des Civilisations de l'Europe et de la Méditerranée (Intérieur landais (titre factice) et Devoirs des compagnons charpentiers du tour de France enfants de Salomon) et trois au musée de Grenoble (Naufrage, Dans les Landes, un concert dans la forêt et Peinture).